# Andy Ram
Pour les articles homonymes, voir RAM.
Andy Ram (hébreu : אנדי רם), né le 10 avril 1980 à Montevideo en Uruguay, est un joueur de tennis professionnel israélien, spécialiste du double.
Andy Ram a remporté de nombreux succès en double, gagnant 19 finales sur 37, la plupart avec son compatriote Jonathan Erlich. Ils ont atteint les quarts de finale des Jeux olympiques d'été de 2004 et ont notamment remporté l'Open d'Australie en 2008.
Également joueur de double mixte, Andy Ram est devenu en 2006 le premier Israélien à remporter un titre du Grand Chelem. Après avoir échoué en finale de Wimbledon en 2003 avec sa partenaire Anastasia Rodionova face à Martina Navrátilová et Leander Paes, il s'est en effet imposé à Wimbledon en 2006, associé à la Russe Vera Zvonareva, en battant en finale Bob Bryan et Venus Williams. Il a également gagné Roland-Garros en 2007 et atteint la finale de l'Open d'Australie en 2009 avec Nathalie Dechy.
Andy Ram représente Israël en Coupe Davis.
Il parle anglais, hébreu et espagnol. Il réside à Jérusalem.

## Palmarès

### En double messieurs
| 19 titres en double | 1 G. Chelem | 1 G. Chelem | 1 G. Chelem | 1 G. Chelem | 0 Masters  | 0 Masters  | 0 Masters   | 0 Masters   | 3 Masters 1000 | 3 Masters 1000 | 3 Masters 1000 | 3 Masters 1000 | 2 ATP 500          | 2 ATP 500          | 2 ATP 500          | 2 ATP 500          | 13 ATP 250         | 13 ATP 250         | 13 ATP 250     | 13 ATP 250     | 0 JO           | 0 JO           | 0 JO           | 0 JO           |
| 19 titres en double | 12 sur dur  | 12 sur dur  | 12 sur dur  | 12 sur dur  | 12 sur dur | 12 sur dur | 3 sur gazon | 3 sur gazon | 3 sur gazon    | 3 sur gazon    | 3 sur gazon    | 3 sur gazon    | 1 sur terre battue | 1 sur terre battue | 1 sur terre battue | 1 sur terre battue | 1 sur terre battue | 1 sur terre battue | 3 sur moquette | 3 sur moquette | 3 sur moquette | 3 sur moquette | 3 sur moquette | 3 sur moquette |

## Parcours dans les tournois duGrand Chelem

### En simple
| Année | Open d'Australie | Open d'Australie | Internationaux de France | Internationaux de France | Wimbledon       | Wimbledon | US Open | US Open |
| ----- | ---------------- | ---------------- | ------------------------ | ------------------------ | --------------- | --------- | ------- | ------- |
| 2004  | —                | —                | —                        | —                        | 1er tour (1/64) | A. Pavel  | —       | —       |

N.B. : à droite du résultat se trouve le nom de l'ultime adversaire.

### En double
| Année | Open d'Australie          | Open d'Australie           | Internationaux de France  | Internationaux de France          | Wimbledon                  | Wimbledon                 | US Open                     | US Open                 |
| ----- | ------------------------- | -------------------------- | ------------------------- | --------------------------------- | -------------------------- | ------------------------- | --------------------------- | ----------------------- |
| 2001  | —                         | —                          | —                         | —                                 | 2e tour (1/16) J. Erlich   | R. Federer W. Ferreira    | 1er tour (1/32) D. Petrovic | M. Knowles B. MacPhie   |
| 2002  | 1er tour (1/32) J. Erlich | A. Florent D. Macpherson   | —                         | —                                 | —                          | —                         | —                           | —                       |
| 2003  | —                         | —                          | —                         | —                                 | 1/2 finale J. Erlich       | J. Björkman T. Woodbridge | 1er tour (1/32) J. Erlich   | S. Prieto J. Thomas     |
| 2004  | 2e tour (1/16) J. Erlich  | G. Gaudio I. Karlović      | 1/8 de finale J. Erlich   | W. Black K. Ullyett               | 1er tour (1/32) J. Erlich  | J. Novák R. Štěpánek      | 1er tour (1/32) J. Erlich   | J. Benneteau N. Mahut   |
| 2005  | 1/8 de finale J. Erlich   | B. Bryan M. Bryan          | —                         | —                                 | 1/8 de finale J. Erlich    | B. Bryan M. Bryan         | 1/4 de finale J. Erlich     | W. Black K. Ullyett     |
| 2006  | 2e tour (1/16) J. Erlich  | P. Baccanello R. Smeets    | 2e tour (1/16) J. Erlich  | Y. Allegro S. Wawrinka            | 1/8 de finale J. Erlich    | L. Dlouhý P. Vízner       | 1/8 de finale J. Erlich     | A. Clément M. Llodra    |
| 2007  | 1/8 de finale J. Erlich   | M. Bhupathi R. Štěpánek    | 1/8 de finale J. Erlich   | M. Bhupathi R. Štěpánek           | 2e tour (1/16) J. Erlich   | E. Butorac J. Murray      | 1/8 de finale J. Erlich     | S. Aspelin J. Knowle    |
| 2008  | Victoire J. Erlich        | A. Clément M. Llodra       | 1/8 de finale J. Erlich   | B. Soares D. Vemić                | 1/4 de finale J. Erlich    | L. Dlouhý L. Paes         | 2e tour (1/16) J. Erlich    | S. Roitman T. Robredo   |
| 2009  | 2e tour (1/16) M. Mirnyi  | F. López F. Verdasco       | 1er tour (1/32) M. Mirnyi | W. Moodie D. Norman               | 1/8 de finale M. Mirnyi    | S. Aspelin P. Hanley      | 1/2 finale M. Mirnyi        | M. Bhupathi M. Knowles  |
| 2010  | 1er tour (1/32) M. Llodra | J. Benneteau S. Darcis     | 1/2 finale J. Knowle      | L. Dlouhý L. Paes                 | 1/8 de finale J. Knowle    | M. Granollers T. Robredo  | 1er tour (1/32) J. Knowle   | J. Erlich J. Kerr       |
| 2011  | 2e tour (1/16) J. Erlich  | C. Ball C. Guccione        | 1er tour (1/32) J. Erlich | F. Fognini F. Volandri            | 1er tour (1/32) J. Erlich  | A. Bogomolov I. Karlović  | 2e tour (1/16) J. Erlich    | J. Melzer P. Petzschner |
| 2012  | 1er tour (1/32) J. Erlich | B. Bryan M. Bryan          | 2e tour (1/16) J. Erlich  | M. Knowles X. Malisse             | 2e tour (1/16) J. Erlich   | L. Paes R. Štěpánek       | 2e tour (1/16) J. Erlich    | C. Harrison R. Harrison |
| 2013  | —                         | —                          | 2e tour (1/16) J. Erlich  | R. Bautista-Agut D. Gimeno-Traver | 1er tour (1/32) E. Butorac | A. Peya B. Soares         | 2e tour (1/16) J. Erlich    | Lu Y-h. D. Sharan       |
| 2014  | 1er tour (1/32) J. Erlich | D. Bracciali A. Dolgopolov | —                         | —                                 | —                          | —                         | —                           | —                       |

N.B. : le nom du ou de la partenaire se trouve sous le résultat ; le nom des ultimes adversaires se trouve à droite.

### En double mixte
N.B. : le nom de la partenaire se trouve sous le résultat ; le nom des ultimes adversaires se trouve à droite.

## Participation aux Masters

### En double
| Année | Ville                      | Surface    | Partenaire      | Résultats | Résultat final    |
| ----- | -------------------------- | ---------- | --------------- | --------- | ----------------- |
| 2006  | Shanghai, Qi Zhong Stadium | Dur indoor | Jonathan Erlich | 1v, 2d    | Éliminé en poules |
| 2007  | Shanghai, Qi Zhong Stadium | Dur indoor | Jonathan Erlich | 1v, 2d    | Éliminé en poules |
| 2009  | Londres, O2 Arena          | Dur indoor | Max Mirnyi      | 3v, 2d    | Finaliste         |

## Classement ATP en fin de saison

### En simple
| Année | 1996 | 1997 | 1998 | 1999 | 2000 | 2001 | 2002 | 2003 | 2004 | 2005 | 2006 |
| Rang  | 1093 | 704  | 605  | 414  | 208  | 202  | 607  | 323  | 357  | 698  | 886  |

### En double
| Année | 1997 | 1998 | 1999 | 2000 | 2001 | 2002 | 2003 | 2004 | 2005 | 2006 | 2007 | 2008 | 2009 | 2010 | 2011 | 2012 | 2013 | 2014 |
| Rang  | 601  | 484  | 374  | 179  | 110  | 244  | 31   | 32   | 15   | 13   | 18   | 5    | 9    | 23   | 51   | 54   | 114  | 1405 |

Source : (en) Classements de Andy Ram sur le site officiel de la Fédération internationale de tennis